# Кениг, Вильгельмина Генриховна
Вильгельмина Генриховна Кениг (24 июня 1913 года, Одесса, Херсонская губерния — 2 марта 2002 года, Уфа, Республика Башкортостан) — архитектор, член Союза архитекторов БАССР с 1955 года.

## Биография
Родилась 24 июня 1913 года в Одессе. В 1939 году окончила Одесский институт инженеров гражданского и коммунального строительства.
С 1940 года работала в БАССР. С 1941 года — архитектор проектных и строительных организаций в городах Уфа и Черниковск. В 1944—1968 — архитектор института «Башнефтепроект».

## Наследие
Автор проектов жилых и общественных зданий, кварталов в городах и посёлках БАССР.
В 1944—1945 годах разработала проекты многоквартирных жилых домов в городах Октябрьский и Ишимбай. Разработала проекты в Октябрьском: в 1949 году — реконструкции здания Клуба нефтяников, в 1951 году — больничного комплекса, в 1963 году — парка культуры и отдыха имени Ю. Гагарина при Доме техники.
В 1953 году разработала проект многоквартирного жилого дома, с помещением для ЗАГСа на первом этаже, в стиле сталинского ампира (улица Карла Маркса, 67) в Уфе.
Соавтор генерального плана 1966 года города Нижневартовск.

## Примечание
1. ↑  Архитекторы. bashenc.online. Дата обращения: 27 января 2021. Архивировано 31 января 2021 года.
2. 1 2  КЕНИГ Вильгельмина Генриховна. bashenc.online. Дата обращения: 27 января 2021.
3. 1 2  Ильгамов М.А. Башкирская энциклопедия: З-К. — Науч. изд-во "Башкирская энциклопедия", 2005. — 671 с. — ISBN 9785881850647.
4. ↑  Дом техники им. Ю.А.Гагарина - Культурный мир Башкортостана. kulturarb.ru. Дата обращения: 27 января 2021. Архивировано 3 сентября 2019 года.
5. ↑  Уфа, Улица Карла Маркса, 67 – Проекты 4- и более этажных домов 1941-1957 годов. domofoto.ru. Дата обращения: 27 января 2021.